# Broj 1 singlovi 2008. (Hrvatska)
Vrhovi glazbenih ljestvica u Hrvatskoj u 2008. godini obuhvaćaju singlove koji su dospjeli na vrh glazbenih ljestvica u tri kategorije.

## Uspjesi

### Inozemna
Od inozemne glazbe u RH u 2008. godini najviše tjedana (5 tjedana) na broju 1 proveli su Madonna sa svoja dva singla "4 Minutes" i "Give It 2 Me" te Bryn Christopher sa svoja dva singla "Smilin'" i The Quest", koji ujedno imaju i najviše broj 1 pjesama (dvije pjesme). Najviše tjedana na broju 1 proveli su Bryn Christopher sa singlom "The Quest" i Grace Jones sa singlom "Williams' Blood". Na vrh inozemne ljestvice singlova doslpjele su 32 pjesme.
- najuspješniji singl - "Black and Gold"[1]
- najuspješniji muški solo izvođač - Bryn Christopher[1]
- najuspješniji ženski solo izvođač - Madonna[1]
- najuspješniji sastav - Coldplay[1]

## Popis
| Tjedan | Datum         | Zabavna/narodna glazba | Zabavna/narodna glazba         | Pop-rock/urbana glazba | Pop-rock/urbana glazba         | Inozemna glazba                 | Inozemna glazba                        | Izvori                  |
| Tjedan | Datum         | Izvođač                | Skladba                        | Izvođač                | Skladba                        | Izvođač                         | Skladba                                | Izvori                  |
| ------ | ------------- | ---------------------- | ------------------------------ | ---------------------- | ------------------------------ | ------------------------------- | -------------------------------------- | ----------------------- |
| 1.     | 5. siječnja   | Baruni                 | "Uzmi sve"                     | Toše Proeski           | "Igra bez granica"             |                                 |                                        | [ 2 ] [ 3 ]             |
| 2.     | 12. siječnja  | Jasmin Stavros         | "Ja sam kriv"                  | Toše Proeski           | "Igra bez granica"             | Kanye West ft. Chris Martin     | "Homecoming"                           | [ 4 ] [ 5 ] [ 6 ]       |
| 3.     | 19. siječnja  | Baruni                 | "Uzmi sve"                     | Toše Proeski           | "Igra bez granica"             | Wu-Tang Clan                    | "The Heart Gently Weeps"               | [ 7 ] [ 8 ] [ 9 ]       |
| 4.     | 26. siječnja  | Baruni                 | "Uzmi sve"                     | Toše Proeski           | "Igra bez granica"             | Róisín Murphy                   | "You Know Me Better"                   | [ 10 ] [ 11 ] [ 12 ]    |
| 5.     | 2. veljače    | Baruni                 | "Uzmi sve"                     | Luka Nižetić           | "U mislima"                    | The Wombats                     | "Moving Back To New York"              | [ 13 ] [ 14 ] [ 15 ]    |
| 6.     | 9. veljače    | Baruni                 | "Uzmi sve"                     | Luka Nižetić           | "U mislima"                    | Amy Macdonald                   | "This Is the Life"                     | [ 16 ] [ 17 ] [ 18 ]    |
| 7.     | 16. veljače   | Baruni                 | "Uzmi sve"                     | Toše Proeski           | "Još i danas zamiriše trešnja" | Gabriella Cilmi                 | "Sweet About Me"                       | [ 19 ] [ 20 ] [ 21 ]    |
| 8.     | 23. veljače   | Baruni                 | "Uzmi sve"                     | Toše Proeski           | "Još i danas zamiriše trešnja" | One Night Only                  | "Just For Tonight"                     | [ 22 ] [ 23 ] [ 24 ]    |
| 9.     | 2. ožujka     | Baruni                 | "Uzmi sve"                     | Toše Proeski           | "Još i danas zamiriše trešnja" | R.E.M.                          | "Supernatural Superspicious"           | [ 25 ] [ 26 ] [ 27 ]    |
| 10.    | 9. ožujka     | Baruni                 | "Uzmi sve"                     | Toše Proeski           | "Još i danas zamiriše trešnja" | Duffy                           | "Mercy"                                | [ 28 ] [ 29 ] [ 30 ]    |
| 11.    | 16. ožujka    | Baruni                 | "Uzmi sve"                     | Toše Proeski           | "Još i danas zamiriše trešnja" | Tom Baxter                      | "Tell Her Today"                       | [ 31 ] [ 32 ] [ 33 ]    |
| 12.    | 22. ožujka    | Baruni                 | "Uzmi sve"                     | Toše Proeski           | "Još i danas zamiriše trešnja" | Tom Baxter                      | "Tell Her Today"                       | [ 34 ] [ 35 ] [ 36 ]    |
| 13.    | 29. ožujka    | Baruni                 | "Uzmi sve"                     | Toše Proeski           | "Još i danas zamiriše trešnja" | Sam Sparro                      | "Black and Gold"                       | [ 36 ] [ 37 ] [ 38 ]    |
| 14.    | 5. travnja    | Hari i Žera            | "Dok Miljacka protiče"         | Toše Proeski           | "Još i danas zamiriše trešnja" | Sam Sparro                      | "Black and Gold"                       | [ 39 ] [ 40 ] [ 41 ]    |
| 15.    | 12. travnja   | Hari i Žera            | "Dok Miljacka protiče"         | Toše Proeski           | "Još i danas zamiriše trešnja" | Madonna                         | "4 Minutes"                            | [ 42 ] [ 43 ] [ 44 ]    |
| 16.    | 19. travnja   | Hari i Žera            | "Dok Miljacka protiče"         | Toše Proeski           | "Još i danas zamiriše trešnja" | Madonna                         | "4 Minutes"                            | [ 45 ] [ 46 ] [ 47 ]    |
| 17.    | 26. travnja   | Hari i Žera            | "Dok Miljacka protiče"         | Toše Proeski           | "Još i danas zamiriše trešnja" | Madonna                         | "4 Minutes"                            | [ 48 ] [ 49 ] [ 50 ]    |
| 18.    | 3. svibnja    | Baruni                 | "Svanut će jutro puno ljubavi" | Toše Proeski           | "Još i danas zamiriše trešnja" | Kraak & Smaak ft. Ben Westbeech | "Squeeze Me"                           | [ 51 ] [ 52 ] [ 53 ]    |
| 19.    | 10. svibnja   | Baruni                 | "Svanut će jutro puno ljubavi" | Toše Proeski           | "Još i danas zamiriše trešnja" | Kraak & Smaak ft. Ben Westbeech | "Squeeze Me"                           | [ 54 ] [ 55 ] [ 56 ]    |
| 20.    | 17. svibnja   | Baruni                 | "Svanut će jutro puno ljubavi" | Toše Proeski           | "Još i danas zamiriše trešnja" | Kraak & Smaak ft. Ben Westbeech | "Squeeze Me"                           | [ 57 ] [ 58 ] [ 59 ]    |
| 21.    | 24. svibnja   | Baruni                 | "Svanut će jutro puno ljubavi" | Toše Proeski           | "Još i danas zamiriše trešnja" | Coldplay                        | "Violett Hill"                         | [ 60 ] [ 61 ] [ 62 ]    |
| 22.    | 31. svibnja   | Baruni                 | "Svanut će jutro puno ljubavi" | Toše Proeski           | "Još i danas zamiriše trešnja" | The Fratellis                   | "Mistress Mabel"                       | [ 63 ] [ 64 ] [ 65 ]    |
| 23.    | 7. lipnja     | Baruni                 | "Svanut će jutro puno ljubavi" | Luka Nižetić           | "Zapleši sa mnom"              | The Fratellis                   | "Mistress Mabel"                       | [ 66 ] [ 67 ] [ 68 ]    |
| 24.    | 14. lipnja    | Danijela Martinović    | "Ko će tebe mi zaminit"        | Luka Nižetić           | "Zapleši sa mnom"              | Bryn Christopher                | "The Quest"                            | [ 69 ] [ 70 ] [ 71 ]    |
| 25.    | 21. lipnja    | Baruni                 | "Svanut će jutro puno ljubavi" | ET                     | "Prazan Stan"                  | Bryn Christopher                | "The Quest"                            | [ 72 ] [ 73 ] [ 74 ]    |
| 26.    | 21. lipnja    | Baruni                 | "Svanut će jutro puno ljubavi" | Luka Nižetić           | "Zapleši sa mnom"              | Bryn Christopher                | "The Quest"                            | [ 75 ] [ 76 ] [ 77 ]    |
| 27.    | 28. lipnja    | Baruni                 | "Svanut će jutro puno ljubavi" | ET                     | "Prazan Stan"                  | Bryn Christopher                | "The Quest"                            | [ 78 ] [ 79 ] [ 80 ]    |
| 28.    | 5. srpnja     | Baruni                 | "Svanut će jutro puno ljubavi" | Tony Cetinski          | "Umirem 100x dnevno"           | Madonna                         | "Give It 2 Me"                         | [ 81 ] [ 82 ] [ 83 ]    |
| 29.    | 12. srpnja    | Baruni                 | "Svanut će jutro puno ljubavi" | Tony Cetinski          | "Umirem 100x dnevno"           | Madonna                         | "Give It 2 Me"                         | [ 84 ] [ 85 ] [ 86 ]    |
| 30.    | 19. srpnja    | Toše Proeski           | "Nesanica"                     | Tony Cetinski          | "Umirem 100x dnevno"           | Moby                            | "I Love To Move In Here"               | [ 87 ] [ 88 ] [ 89 ]    |
| 31.    | 26. srpnja    | Toše Proeski           | "Nesanica"                     | Tony Cetinski          | "Umirem 100x dnevno"           | Kid Rock                        | "All Summer Long"                      | [ 90 ] [ 91 ] [ 92 ]    |
| 32.    | 2. kolovoza   | Toše Proeski           | "Nesanica"                     | Tony Cetinski          | "Umirem 100x dnevno"           | Ide Maria                       | "I Like You So Much When You're Naked" | [ 93 ] [ 94 ] [ 95 ]    |
| 33.    | 9. kolovoza   | Baruni                 | "Svanut će jutro puno ljubavi" | Tony Cetinski          | "Umirem 100x dnevno"           | Ide Maria                       | "I Like You So Much When You're Naked" | [ 96 ] [ 97 ] [ 98 ]    |
| 34.    | 16. kolovoza  | Toše Proeski           | "Nesanica"                     | Tony Cetinski          | "Umirem 100x dnevno"           | Annie                           | "I Know Ur Girlfriend Hates Me"        | [ 99 ] [ 100 ] [ 101 ]  |
| 35.    | 23. kolovoza  | Toše Proeski           | "Nesanica"                     | Toše Proeski           | "The Hardest Thing"            | Paul Carrack                    | "Ain't No Love In The Heart Of City"   | [ 102 ] [ 103 ] [ 104 ] |
| 36.    | 30. kolovoza  | Toše Proeski           | "Nesanica"                     | Toše Proeski           | "The Hardest Thing"            | The BPA ft. David Byrne         | "Toe Jam"                              | [ 105 ] [ 106 ] [ 107 ] |
| 37.    | 6. rujna      | Toše Proeski           | "Nesanica"                     | Toše Proeski           | "The Hardest Thing"            | The BPA ft. David Byrne         | "Toe Jam"                              | [ 108 ] [ 109 ] [ 110 ] |
| 38.    | 13. rujna     | Toše Proeski           | "Nesanica"                     | Dino Dvornik           | "Hipnotiziran"                 | Bryn Christopher                | "Smilin'"                              | [ 111 ] [ 112 ] [ 113 ] |
| 39.    | 20. rujna     | Toše Proeski           | "Nesanica"                     | Dino Dvornik           | "Hipnotiziran"                 | Eric Prydz                      | "Pjanoo"                               | [ 114 ] [ 115 ] [ 116 ] |
| 40.    | 27. rujna     | Toše Proeski           | "Nesanica"                     | Dino Dvornik           | "Hipnotiziran"                 | AC/DC                           | "Rock 'N' Roll Train"                  | [ 117 ] [ 118 ] [ 119 ] |
| 41.    | 4. listopada  | Toše Proeski           | "Nesanica"                     | Dino Dvornik           | "Hipnotiziran"                 | AC/DC                           | "Rock 'N' Roll Train"                  | [ 120 ] [ 121 ] [ 122 ] |
| 42.    | 11. listopada | Toše Proeski           | "Nesanica"                     | Dino Dvornik           | "Hipnotiziran"                 | Kaiser Chiefs ft. Lily Allen    | "Never Miss a Beat"                    | [ 123 ] [ 124 ] [ 125 ] |
| 43.    | 18. listopada | Toše Proeski           | "Nesanica"                     | Dino Dvornik           | "Hipnotiziran"                 | The Killers                     | "Human"                                | [ 126 ] [ 127 ] [ 128 ] |
| 44.    | 25. listopada | Toše Proeski           | "Nesanica"                     | Dino Dvornik           | "Hipnotiziran"                 | The Killers                     | "Human"                                | [ 129 ] [ 130 ] [ 131 ] |
| 45.    | 1. studenog   | Toše Proeski           | "Nesanica"                     | Dino Dvornik           | "Hipnotiziran"                 | Keane                           | "The Lovers Are Loosing"               | [ 132 ] [ 133 ] [ 134 ] |
| 46.    | 8. studenog   | Toše Proeski           | "Nesanica"                     | Dino Dvornik           | "Hipnotiziran"                 | Alicia Keys & Jack White        | "Another Way To Die"                   | [ 135 ] [ 136 ] [ 137 ] |
| 47.    | 15. studenog  | Toše Proeski           | "Nesanica"                     | Luka Nižetić           | "Na tren i zauvijek"           | Duffy                           | "Rain On Your Parade"                  | [ 138 ] [ 139 ] [ 140 ] |
| 48.    | 22. studenog  | Toše Proeski           | "Nesanica"                     | Prljavo kazalište      | "Ipak"                         | Tom Jones                       | "If He Should Eve leave You"           | [ 141 ] [ 142 ] [ 143 ] |
| 49.    | 29. studenog  | Toše Proeski           | "Nesanica"                     | Prljavo kazalište      | "Ipak"                         | Grace Jones                     | "Williams' Blood"                      | [ 144 ] [ 145 ] [ 146 ] |
| 50.    | 6. prosinca   | Toše Proeski           | "Nesanica"                     | Prljavo kazalište      | "Ipak"                         | Grace Jones                     | "Williams' Blood"                      | [ 147 ] [ 148 ] [ 149 ] |
| 51.    | 13. prosinca  | Toše Proeski           | "Nesanica"                     | Nina Badrić            | "Dodiri od stakla"             | Grace Jones                     | "Williams' Blood"                      | [ 150 ] [ 151 ] [ 152 ] |
| 52.    | 20. prosinca  | Toše Proeski           | "Nesanica"                     | Nina Badrić            | "Dodiri od stakla"             | Grace Jones                     | "Williams' Blood"                      | [ 153 ] [ 154 ] [ 155 ] |